# Liste der Bodendenkmale in Wienhausen
In der Liste der Bodendenkmale in Wienhausen sind alle Bodendenkmale der niedersächsischen Gemeinde Wienhausen aufgelistet. Die Quelle ist der Denkmalatlas Niedersachsen. Der Stand der Liste ist der 16. Juni 2024.

## Allgemein
In den Spalten finden sich folgende Informationen des Bodendenkmales :
- Lage        : geographische Koordinaten
- Bezeichnung : Bezeichnung lt. Denkmalatlas
- Beschreibung: Beschreibung lt. Denkmalatlas
- ID          : Objekt-ID
- Bild        : Bild, ggf. zusätzlich mit Link zu weiteren Fotos im Medienarchiv Wikimedia Commons.

## Nordburg
| Lage                         | Bezeichnung      | Beschreibung | ID       | Bild |
| ---------------------------- | ---------------- | --- | -------- | ---- |
| 52° 34′ 32″ N, 10° 16′ 42″ O | Nordburg 2, Burg | Burgwall mit künstlichem Hügel inmitten eines von einem Wasserlauf umschlossenen größeren Areals. Wall und Graben sind obertägig nicht mehr erkennbar. Der zentrale Bereich der ehemaligen Burganlage liegt zum umgebenden Gelände noch ca. 1 m hoch. Ein Teil des Geländes ist für eine Erweiterung des Friedhofes durch eine Erdaufschüttung überlagert. Der heutige Glockenturm steht vermutlich an der Stelle einer mittelalterlichen Kirche. Die erste urkundliche Erwähnung 1202 weist die Burg als welfischen Besitz aus. | 28945156 | BW   |

## Wienhausen
| Lage                        | Bezeichnung            | Beschreibung | ID       | Bild |
| --------------------------- | ---------------------- | --- | -------- | ---- |
| 52° 34′ 32″ N, 10° 10′ 6″ O | Wienhausen 3, Ringwall | Umwallung landwirtschaftlicher Art (Immenzaun, Gehege). Eine Probegrabung durch H. G. Berger im Sommer 2003 erbrachte keine klaren Hinweise auf die Funktion der Anlage, eine fortifikatorische Deutung ist jedoch eher auszuschließen. | 28956819 | BW   |